# ألان وو
ألان وو هو كاتب للأطفال كندي، ولد في 5 يناير 1977.